# تره‌بار رسمی

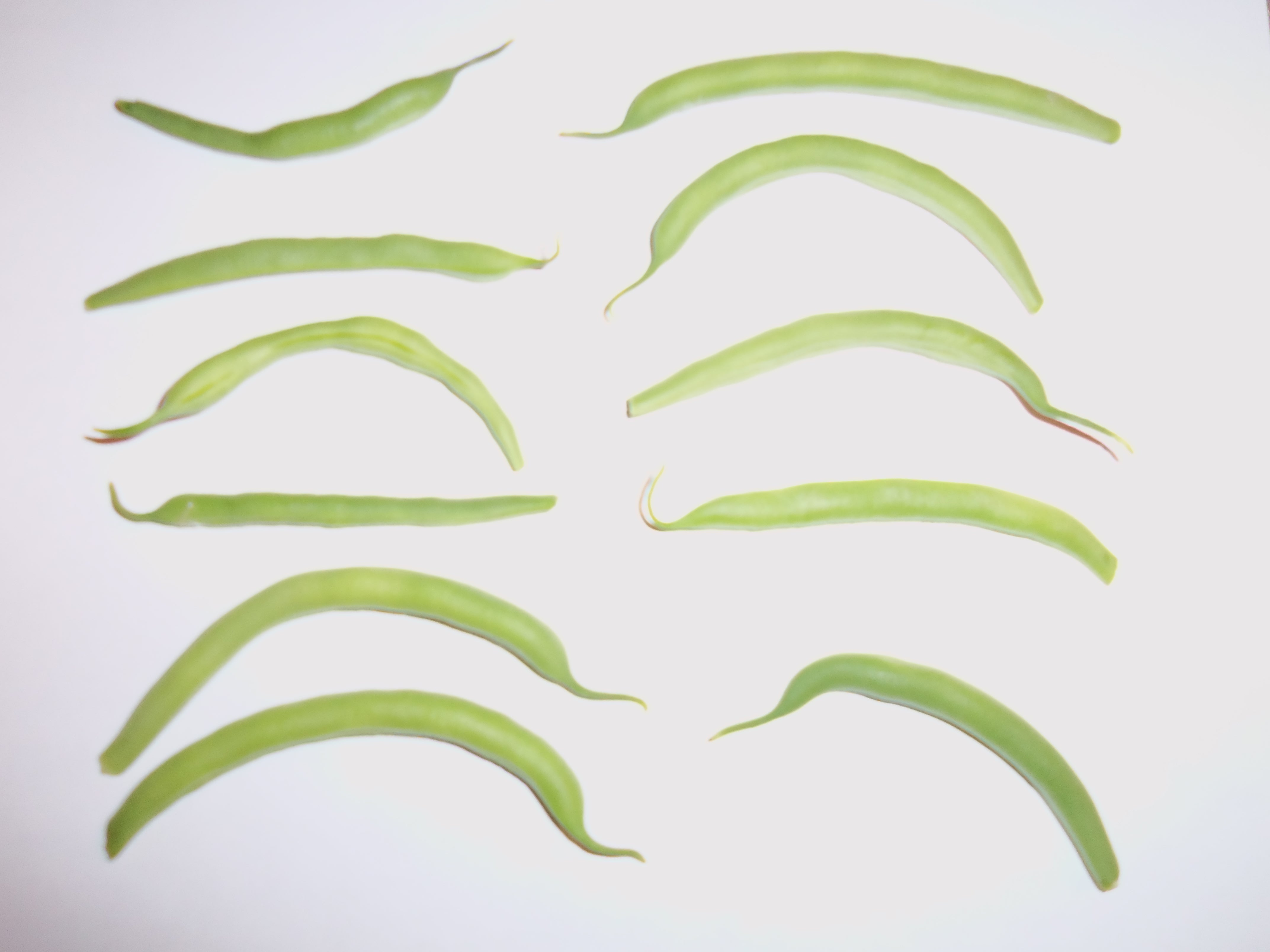
تره‌بار رسمی

تره‌بار رسمی نوعی تره‌بار است که بذر آن حاصل انتخاب مصنوعی و روش‌های مهندسی کشاورزی نیست و بازمانده بذر کهن و کمابیش خودروی آن است.
تره‌بار رسمی موجب افزایش تنوع ژنتیکی در گیاهان می‌شود.